# ترهورنه
ترهرن (به هلندی: Terhorne) یک منطقهٔ مسکونی در هلند است که در بوارن استریم واقع شده‌است. ترهرن ۷۸۰ نفر جمعیت دارد.